# Spring Flag
A Spring Flag évente megrendezett olasz összfegyvernemi hadgyakorlat, melyen a NATO több tagországa is részt vesz. Elsősorban légierő-gyakorlat, melyet Olaszországban, Szardínia szigetén a Decimomannu légi támaszponton rendeznek meg a házigazda, Olasz Légierő szervezésében, melynek legtöbb csapatneme részt vesz, az Olasz Hadsereggel és a Haditengerészettel együtt. A feladat egy kitalált ország szimulált megtámadása és megvédése, célja, hogy a bevetett alakulatok a legmagasabb fokon hajtsák végre feladataikat, nemzetközi szinten is, fejlesztve ezzel a részt vevő tagországok közötti kommunikációt és szervezést, interoperabilitást.

## Spring Flag 2007
Az MH Összhaderőnemi Parancsnokság, az MH 59. Szentgyörgyi Dezső repülőbázis és az MH 54. Veszprém Légtérellenőrző Ezred kijelölt állományának részvételével zajlott május 7-től május 25-ig Olaszországban, Szardínia szigetén. A gyakorlat az Olasz Légierő Hadműveleti Parancsnokság (COFA) terveinek megfelelően Decimomannu, Alghero repülőbázisok valamint Olaszország kijelölt légtereiben folyik. A gyakorlaton hét nemzet (olasz, német, francia, brit, amerikai, török és magyar) 1042 katonája, 68 repülőeszköze (Eurofighter, Tornado, AMX, F–4, F–16, AV–8B, E–3 AWACS, Gripen és helikopterek) vett részt. A magyar légierő két JAS–39C és két JAS–39D Gripen típusú repülőgéppel, pilótákkal és földi személyzettel (repülőműszaki, repülésirányító, hadműveleti tisztek, orvos) összesen 35 fővel volt jelen a gyakorlaton.
 Olaszország
 Amerikai Egyesült Államok
 Egyesült Királyság
 Németország
 Franciaország
 Magyarország
 Törökország

## Külső hivatkozások
- Spring Flag 2006
  - Roberto Petagna: SPRING FLAG 2006 at Decimomannu – aviopress.com (olaszul)
- Spring Flag 2007
  - A Spring Flag 2007 hivatalos oldala – stampa.aeronautica.difesa.it (olaszul)
- Spring Flag 2008
  - A Spring Flag 2008 hivatalos oldala – stampa.aeronautica.difesa.it (olaszul), (angolul)
  - Spring Flag 2008 – targeta.co.uk (angolul)
  - Preparing for the Spring Flag 2008 – David Cenciotti weblogja (angolul)
  - Spring Flag 2008 – aviopress.com (olaszul)